# Robert Morrison (wioślarz)
Robert Erskine Morrison (ur. 26 marca 1902 w Richmond, zm. 19 lutego 1980 w Longstanton) – brytyjski wioślarz, złoty medalista olimpijski.
Kształcił się w Eton College i Kolegium Trójcy Świętej University of Cambridge. W 1923 brał udział w The Boat Race, osada w Cambridge poniosła porażkę.
Wystąpił na igrzyskach olimpijskich w Paryżu w 1924, gdzie Brytyjczycy w składzie: Charles Eley, James MacNabb, Robert Morrison i Terence Sanders zdobyli złoty medal w czwórkach bez sternika. W wyścigu finałowym o 4,4 sekundy wyprzedzili Kanadyjczyków. Był to jego jedyny start olimpijski.
Poza sportem Morrison był inżynierem.